# Джавахарлал Неру
Джавахарла́л Не́ру (जवाहरलाल नेहरू, Javāharlāl Nehrū; 14 листопада 1889 — 27 травня 1964) — один із керівників індійського національно-визвольного руху, перший прем'єр-міністр Індії. Махатма Ганді називав його своїм політичним наступником. Донька Джавахарлала Неру Індіра та онук Раджив (а також його дружина Соня, італійка за походженням) теж займали в Індії найвищі державні посади.

## Біографічні відомості
Джавахарлал Неру народився 14 листопада 1889 р. в сім'ї визначного діяча партії Індійський національний конгрес (ІНК) Мотілала Неру. Як і більшість представників індійської національної еліти, він здобув ґрунтовну англійську освіту в британській аристократичній школі Герроу й Кембриджі. Під час перебування у Великій Британії, Неру був також відомий як Джо Неру (англ. Joe Nehru).
У 22 роки вступив в ІНК і зайнявся професійною політичною діяльністю. Джавахарлал Неру неодноразово обирався головою ІНК (1929—1930, 1936—1937, 1946, 1951—1954). У 1946 він як віцепрем'єр фактично очолив тимчасовий уряд Індії (прем'єр-міністром був віцекороль), а з серпня 1947 р. з проголошенням незалежності Індії й до своєї кончини 27 травня 1964 р. беззмінно займав пости прем'єр-міністра і міністра закордонних справ.
Політична філософія Джавахарлала Неру особливо проясняється порівняно з системою поглядів Махатми Ганді. З них двох Махатма Ганді був рішучішою особою. Останній або прямо, або побічно впливав на молодого політика, хоча вони знаходилися в різних світоглядних площинах. Якщо Махатма Ганді оцінював політику з морально-етичних позицій, то Джавахарлал Неру підходив до неї як раціоналіст, в арсеналі якого широкий спектр методів — від громадянської непокори до відкритих озброєних виступів на захист національної незалежності. Махатма Ганді бачив майбутнє Індії в самобутності общин індуїстів, Джавахарлал Неру будував буржуазно-демократичну державу західного типу з сильною державною основою і ліберально-національною ідеологією.
Упродовж 1920-30-х років Джавахарлал Неру очолював ліве крило ІНК і відстоював лінію «пурна сварадж» (повна незалежність). Політичним ідеалом для нього тоді був СРСР, а привабливою ідеологією — соціалізм. Він відвідав в 1927 році СРСР і вступив у прорадянську Антиімперіалістичну Лігу, своє бачення світової історії відбив в листах дочці Індіри з в'язниці, в яких висловлював ідеї матеріалізму і соціальної діалектики. Водночас він завжди дистанціювався від комунізму як практики та ще в 30-і роки писав, що «коріння мої йдуть в XIX століття, і на мене дуже вплинула гуманістично-ліберальна традиція, щоб я міг відмовитися від неї повністю».

## Економічна політика
Ставши керівником незалежної держави, він насаджував концепцію «змішаної економіки» за допомогою комбінування капіталізму і соціалізму. У одному інтерв'ю він говорив про «третій шлях, який буде кращим від усіх існуючих систем, — російської, американської та інших — і шукає способи створити щось відповідне до своєї власної історії й філософії». У державній політиці Джавахарлал Неру був скоріше прагматиком, ніж романтиком. Він діяв з позиції державного регулювання економіки та упроваджував 5-річні плани. Виступаючи послідовним прихильником демократизації суспільства, Джавахарлал Неру вибрав союзником Індії СРСР, але при цьому відстоював тактику «неприєднання», зберігаючи за країною свободу дій в тих чи інших обставинах.
Протягом більшої частини терміну перебування Неру на посту прем'єр-міністра, Індія продовжувала стикатися з серйозною нестачею продовольства, незважаючи на прогрес і збільшення сільськогосподарського виробництва. Промислова політика Неру, узагальнена в Резолюції про Промислову Політику 1956 року, сприяли зростанню виробництва у різноманітних мануфактурах і важкій промисловості, проте державне планування, контроль та регулювання стали погіршувати продуктивність, якість і рентабельність. Хоча економіка Індії характеризувалися стійким темпам зростання на рівні 2,5 % річних (висміяних лівим економістом Раджем Крішною як «індуські темпи зростання»), хронічне безробіття та широко поширена бідність продовжувала турбувати населення.

## Спадщина
Джавахарлал Неру, поряд з Махатмою Ганді, вважається найбільш значущою фігурою руху за незалежність Індії, який успішно поклав край британському правлінню на Індійському субконтиненті. Він також відомий тим, що зробив внесок у незалежність інших країн, таких як Лівія, Індонезія та інші.
Будучи першим прем'єр-міністром і міністром закордонних справ Індії, Неру зіграв важливу роль у формуванні уряду та політичної культури сучасної Індії, а також продуманої зовнішньої політики. Його прославляють за створення системи загальної початкової освіти, що охопила дітей у найвіддаленіших куточках сільської Індії. Освітня політика Неру також сприяє розвитку таких навчальних закладів світового класу, як Всеіндійський інститут медичних наук, Індійські технологічні інститути та Індійський інститут менеджменту.
Після здобуття незалежності Неру популяризував кредо «єдності в різноманітті» і впровадив його як державну політику. Це виявилося особливо важливим, оскільки після здобуття незалежності на поверхню вийшли відмінності, оскільки виведення британських військ з субконтиненту спонукало регіональних лідерів більше не ставитися один до одного як до союзників проти спільного супротивника. Хоча відмінності в культурі й, особливо, мові загрожували єдності нової нації, Неру заснував такі програми, як Національний книжковий фонд і Національна літературна академія, які сприяли перекладу регіональних літературних творів з однієї мови на іншу та організовували обмін матеріалами між регіонами. Прагнучи до єдиної, об'єднаної Індії, Неру застерігав: «Інтегруйтеся або загиньте».
Його називають «архітектором Індії», він широко визнаний як найвидатніша постать сучасної Індії після Махатми Ганді. З нагоди його першої річниці смерті в 1965 році Сарвепаллі Радхакрішнан, Лал Бахадур Шастрі та інші описали Неру як найвидатнішу постать Індії після Ганді.
У 2005 році Рамачандра Ґуха писав, що хоча жоден інший прем'єр-міністр Індії ніколи не був близьким до викликів, з якими мав справу Неру, і якби Неру помер у 1958 році, його б пам'ятали як найвидатнішого державного діяча XX століття. Однак в останні роки репутація Неру відродилася, і йому приписують заслугу в тому, що він зберіг Індію всупереч прогнозам багатьох, що країна неминуче розвалиться.

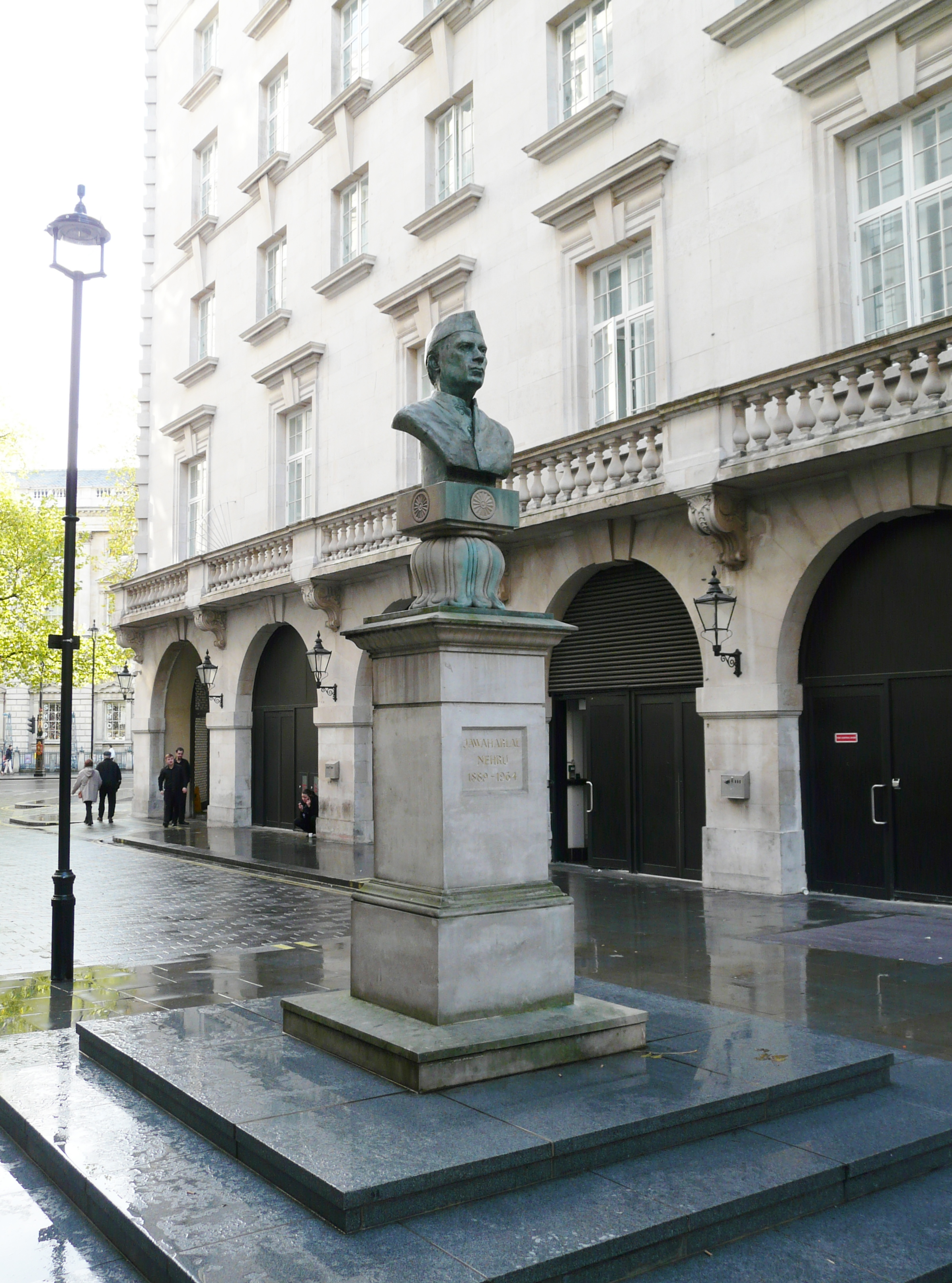
Бюст Неру в Олдвічі, Лондон
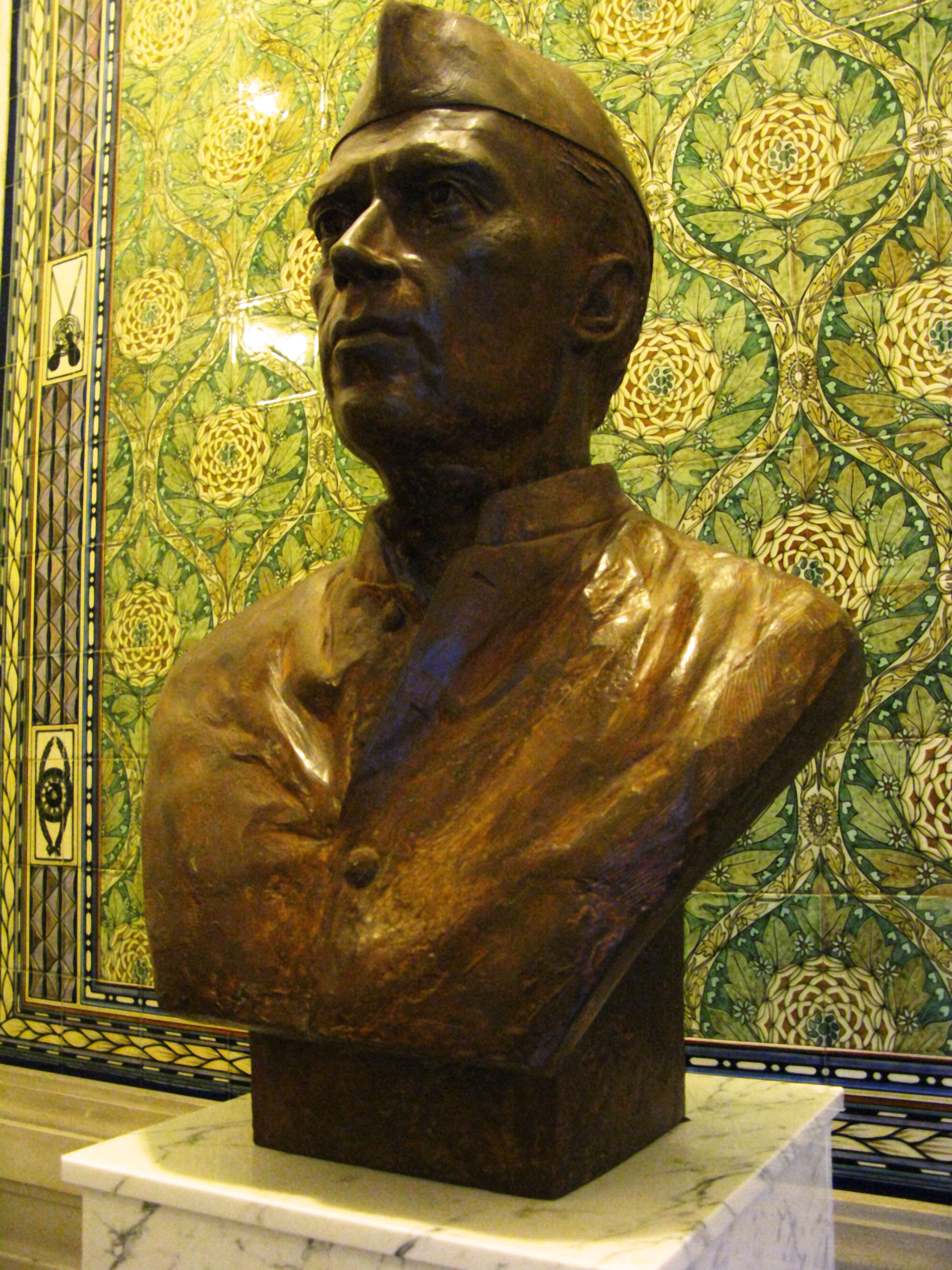
Бюст Неру в Палаці миру в Гаазі
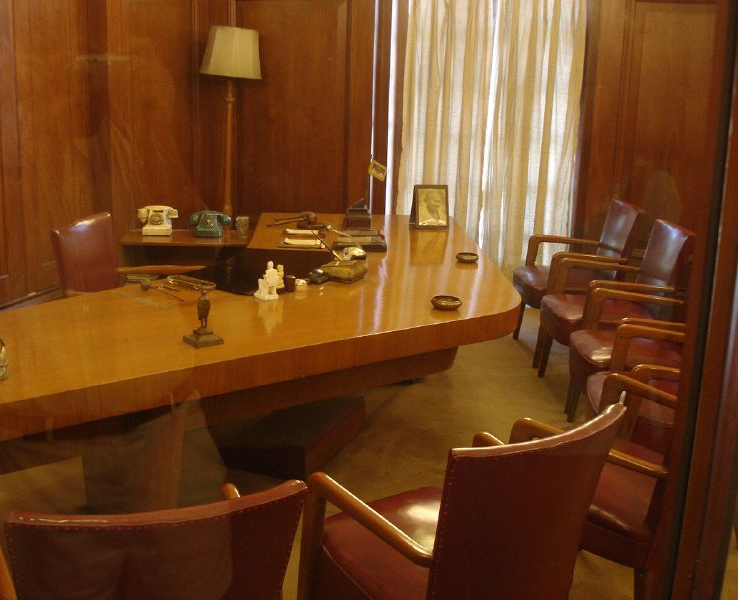
Кабінет Неру в Тін Мурті Бхаван, зараз який перетворено на музей.

### Вшанування пам'яті

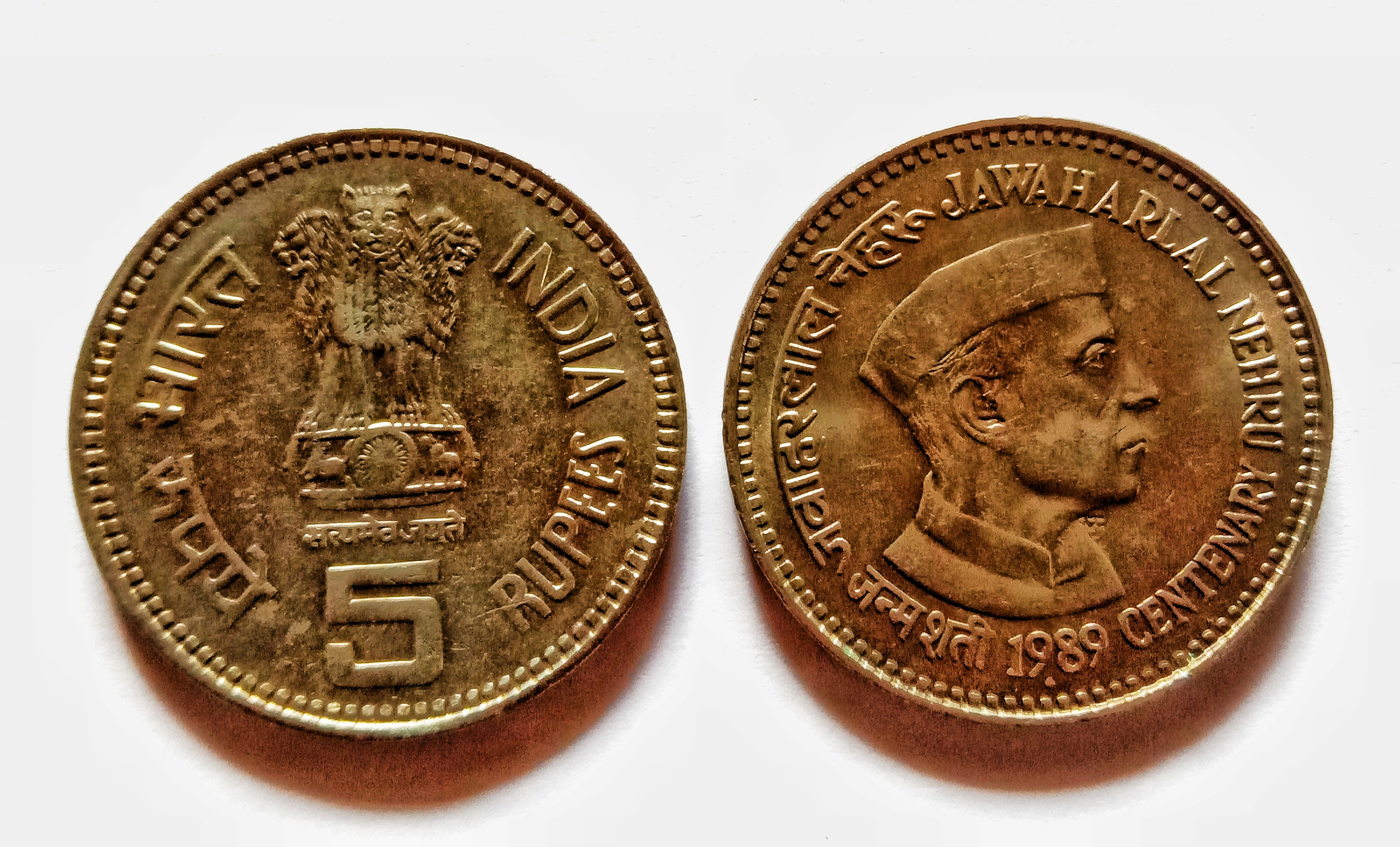
Індійська монета в 5 рупій на честь сторіччя від дня народження Неру в 1989 році.

За життя Джавахарлал Неру користувався культовим статусом в Індії, а його ідеалізм і державницькі якості викликали захоплення в усьому світі. Почесний титул Пандит, що означає «Мудрий», застосовувався перед його іменем ще за його життя. Ідеали та політика Неру продовжують формувати маніфест та основну політичну філософію партії Конгресу. Його день народження, 14 Листопад відзначається в Індії як Bal Divas («День захисту дітей») на знак визнання його життєвої пристрасті та праці для добробуту, освіти та розвитку дітей і молоді. Діти по всій Індії пам'ятають його як Чача Неру («Дядечко Неру»). Неру залишається популярним символом Партії Конгресу, яка часто святкує його пам'ять. Люди часто наслідують його стиль одягу, особливо шапочку Ганді та піджак Неру. Завдяки тому, що Неру надавав перевагу шервані, він і сьогодні вважається офіційним одягом у Північній Інді.
Пам'яті Неру присвячено багато державних установ і меморіалів по всій Індії. Університет Джавахарлала Неру в Делі є одним з найпрестижніших університетів Індії. Порт Джавахарлала Неру поблизу міста Мумбаї — це сучасний порт і док, призначений для обробки величезних вантажів і транспортного навантаження. Резиденція Неру в Делі збереглася як будинок будинок Тіна Мурті, де зараз знаходиться Меморіальний музей і бібліотека Неру, а також один з п'яти планетаріїв Неру, які були встановлені в Мумбаї, Делі, Бангалорі, Аллахабаді та Пуні. У комплексі також розташовані офіси Меморіального фонду Джавахарлала Неру, заснованого в 1964 році під головуванням Сарвепаллі Радхакрішнана, тодішнього президента Індії. Фонд також надає престижну Меморіальну стипендію Джавахарлала Неру, засновану в 1968 році. Родинні будинки Неру в Ананд-Бхавані та Сварадж-Бхавані також збереглися, щоб увічнити пам'ять про Неру та спадщину його сім'ї. У 1997 році Неру був визнаний найвидатнішим індійцем з часів незалежності в опитуванні India Today У 2012 році він посів четверте місце в опитуванні журналу Outlook« Найвидатніший індієць». У 2010 році він увійшов до списку «100 найвпливовіших світових лідерів усіх часів» за версією Britannica.

### У масовій культурі
Про життя Неру було знято багато документальних фільмів, а також він був зображений у художніх фільмах. Канонічним вважається виконання Рошана Сета, який зіграв його тричі: у фільмі Річарда Аттенборо 1982 року Ганді, у телесеріалі Шьяма Бенегала 1988 року «Бхарат Ек Кходж», заснованому на книзі Неру «Відкриття Індії» і в телевізійному фільмі 2007 року під назвою «Останні дні Раджу». Бенегал зняв документальний фільм 1984 року «Неру», який розповідає про його політичну кар'єру. Індійський кінорежисер Кіран Кумар зняв фільм про Неру під назвою «Неру: перлина Індії» в 1990 році з Партапом Шармою в головній ролі. У фільмі Кетана Мехти «Сардар» Бенджамін Гілані зіграв Неру. «Науніхал» (букв. «Юнак»), індійський драматичний фільм Раджа Марброса мовою хінді 1967 року, розповідає про сироту Раджу, який вірить, що Джавахарлал Неру — його родич, і вирушає на зустріч з ним.

### Твори
Неру був плідним письменником англійською мовою, який написав «Відкриття Індії», «Нариси світової історії», «Автобіографію» (випущену в Сполучених Штатах під назвою "Назустріч свободі ") і «Листи батька до доньки», написані у в'язниці. «Листи» складалися з 30 листів, написаних його доньці Індірі Пріядаршані Неру (згодом Ганді), якій тоді було 10 років і яка навчалася в школі-інтернаті в Масурі. У них він намагався познайомити її з природничою історією та світовими цивілізаціями.

## Нагороди та відзнаки
У 1948 році Майсурський університет присвоїв Неру звання почесного доктора. Пізніше він отримав почесні докторські ступені Мадраського університету, Колумбійського університету та Університету Кейо. Гамбурзький університет присудив Неру дві почесні ступені факультетів права та сільського господарства. У 1955 році уряд Югославії присвоїв йому звання почесного громадянина Белграда.
У 1955 році Неру був нагороджений Бхарат Ратна, найвищою цивільною нагородою Індії. Президент Раджендра Прасад нагородив його без поради з прем'єр-міністром і додав, що «я роблю цей крок за власною ініціативою».
У 1970 році він був посмертно нагороджений премією Всесвітньої ради миру. 2005 року уряд Південної Африки посмертно нагородив його орденом Сподвижників О. Р. Тамбо.